# Заволоцкое
Заволочье или Заволоцкое — озеро в Пригородной волости Пустошкинского района Псковской области.
Площадь — 1,3 км² (133,0 га; с островами — 142,6 га). Максимальная глубина — 24,0 м, средняя глубина — 3,0 м.
На берегу озера расположена деревня Копылок. Восточнее находится Копылковское водохранилище (озеро Верято).
Проточное. Через озеро с юго-востока на северо-запад протекает река Великая.
Тип озера лещово-уклейный с ряпушкой. Массовые виды рыб: щука, окунь, плотва, лещ, ряпушка, елец, голавль, язь, гольян, линь, налим, ерш, красноперка, щиповка, верховка, вьюн, пескарь, уклея, густера, быстрянка, карась, голец, бычок-подкаменщик, девятииглая колюшка; широкопалый рак (единично).
Для озера характерно: в литорали — песок, заиленный песок, камни, глина, в центре — ил, заиленный песок; в прибрежье — леса, болото, луга, огороды.

## Исторические сведения
В средние века называлось — озеро Подцо, в 1536 году на его берегу на острове была основана крепость Заволочье. По окончании Северной войны крепость пришла в упадок.